# Rafael Santos Borré
Rafael Santos Borré Maury (Barranquilla, 15 de setembro de 1995) é um futebolista colombiano que atua como atacante. Atualmente joga no Internacional.

## Carreira

### Deportivo Cali
Borré começou a sua carreira no Deportivo Cali e ganhou fama como um artilheiro prolífico, o que atraiu a atenção de alguns dos maiores clubes da Europa. Em agosto de 2015, Borré foi visto no campo de treinamento do Atlético de Madrid. Ele assinou com a equipe no dia 28 de agosto, assinando um contrato de seis anos. No entanto, ele voltou por empréstimo para o Deportivo Cali. Em 25 de março de 2016, Borré sofreu uma lesão. Ele não jogou até 1 de maio, entrando como substituto de 64 minutos para Andrés Felipe Roa em uma vitória por 3-2 contra a Alianza Petrolera. Borré jogou sua próxima partida em 15 de maio contra Jaguares de Córdoba. Lá ele marcou o segundo gol do seu time em uma vitória por 3 a 2.

### Villarreal
Em 13 de agosto de 2016, Borré ingressou no clube espanhol Villarreal por um empréstimo de uma temporada do Atlético de Madrid. No dia 23 de fevereiro de 2017, marcou seu primeiro gol pelo clube na vitória por 1 a 0 sobre a Roma, pela Liga Europa. Apesar de vencer a partida, o Villarreal ainda perdeu por 4 a 1 no placar agregado. Já no dia 1 de março, o atacante marcou dois gols na vitória de 4 a 1 sobre o Osasuna, marcando duas vezes em menos de cinco minutos.

### River Plate
Em 7 de agosto de 2017, Borré ingressou no River Plate. Em 23 de novembro de 2019, ele marcou o único gol do River Plate na derrota por 2 a 1 para o Flamengo na final da Libertadores de 2019.
Para a temporada de 2020 da Argentina, Borré foi o artilheiro da liga com 12 gols em 20 partidas do campeonato e se consolidou como uma estrela do time comandado por Marcelo Gallardo. Em abril de 2021, Borre marcou quatro gols em uma partida no campeonato. Ele é o maior artilheiro da lendária era Gallardo, com 54 gols e 20 assistências, atualizado em 18 de abril.
Em 1 de julho de 2021, após não renovar o contrato com o River Plate, o jogador ficou com o seu passe livre.

### Eintracht Frankfurt
No dia 5 de julho de 2021, Borré acertou sem custos com o Eintracht Frankfurt, assinando com um contrato válido até 2025. Fez história no clube ao conquistar a Liga Europa da UEFA de 2021–22. Foi decisivo na final contra o Rangers, marcando o gol da equipe alemã no empate por 1–1 no tempo normal, além do pênalti decisivo que deu o título histórico ao clube.

### Werder Bremen
Em 1º de setembro de 2023, foi anunciado que Santos Borré seria emprestado ao Werder Bremen por uma temporada. Em 23 de setembro, ele marcou seu primeiro gol na vitória por 2 a 1 sobre o Colônia na quinta rodada da Bundesliga.

### Internacional
No dia 17 de janeiro de 2024, enquanto ainda emprestado ao Werder Bremen, foi anunciado como novo reforço do Internacional. No dia 2 de março, o clube gaúcho anunciou a chegada do atleta de forma antecipada. Borré estreou na vitória do Inter sobre o Nova Iguaçu, jogo válido pela Copa do Brasil em 13 de março de 2024. Ele entrou em campo aos 19 minutos do segundo tempo, substituindo Enner Valencia. Ele anotou o primeiro gol pelo Inter, após sete jogos, na vitória por 2 a 1 sobre o Delfín, no Equador, em 25 de abril de 2024, pela Sul-Americana.

## Seleção Colombiana

### Base
Recebeu sua primeira convocação para a Seleção Colombiana Sub-21 em 2014, para participar do Torneio Internacional de Toulon.
Com as boas atuações em seu segundo ano no time principal do Deportivo Cali, foi convocado para o Campeonato Sul-Americano Sub-20.

### Principal
Em 20 de março de 2015, foi convocado pela primeira vez para a Seleção Colombiana principal para amistosos de preparação para a Copa América contra Kuwait e Bahrein.

## Estatísticas
Atualizadas até 4 de maio de 2015

### Clubes
| Clube             | Temporada         | Campeonato nacional | Campeonato nacional | Campeonato nacional | Copa nacional[a] | Copa nacional[a] | Copa nacional[a] | Competições continentais[b] | Competições continentais[b] | Competições continentais[b] | Outros torneios[c] | Outros torneios[c] | Outros torneios[c] | Total | Total | Total   |
| Clube             | Temporada         | Jogos               | Gols                | Assist.             | Jogos            | Gols             | Assist.          | Jogos                       | Gols                        | Assist.                     | Jogos              | Gols               | Assist.            | Jogos | Gols  | Assist. |
| ----------------- | ----------------- | ------------------- | ------------------- | ------------------- | ---------------- | ---------------- | ---------------- | --------------------------- | --------------------------- | --------------------------- | ------------------ | ------------------ | ------------------ | ----- | ----- | ------- |
| Deportivo Cali    | 2013              | 2                   | 0                   | 0                   | —                | —                | —                | —                           | —                           | —                           | —                  | —                  | —                  | 2     | 0     | 0       |
| Deportivo Cali    | 2014              | 7                   | 3                   | 0                   | 6                | 1                | 0                | 0                           | 0                           | 0                           | —                  | —                  | —                  | 13    | 4     | 0       |
| Deportivo Cali    | 2015              | 12                  | 8                   | 0                   | 2                | 3                | 0                | —                           | —                           | —                           | —                  | —                  | —                  | 14    | 11    | 0       |
| Deportivo Cali    | Total             | 21                  | 11                  | 0                   | 8                | 4                | 0                | 0                           | 0                           | 0                           | 0                  | 0                  | 0                  | 29    | 15    | 0       |
| Total na carreira | Total na carreira | 21                  | 11                  | 0                   | 8                | 4                | 0                | 0                           | 0                           | 0                           | 0                  | 0                  | 0                  | 29    | 15    | 0       |

- a. ^ Jogos da Copa Colômbia
- b. ^ Jogos da Copa Sul-Americana
- c. ^ Jogos da Jogo Amistoso

### Seleção Colombiana
Abaixo estão listados todos e jogos e gols do futebolista pela Seleção Colombiana, desde as categorias de base. Abaixo da tabela, clique em expandir para ver a lista detalhada dos jogos de acordo com a categoria selecionada.
Sub-20
| Ano   |       |      |         |       |
| Ano   | Jogos | Gols | Assist. | Média |
| ----- | ----- | ---- | ------- | ----- |
| 2015  | 8     | 2    | 4       | 0     |
| Total | 8     | 2    | 4       | 0     |

Sub-21
| Ano   |       |      |         |       |
| Ano   | Jogos | Gols | Assist. | Média |
| ----- | ----- | ---- | ------- | ----- |
| 2014  | 4     | 1    | 0       | 0     |
| Total | 4     | 1    | 0       | 0     |

Seleção principal
| Ano   |       |      |         |       |
| Ano   | Jogos | Gols | Assist. | Média |
| ----- | ----- | ---- | ------- | ----- |
| 2015  | 0     | 0    | 0       | 0     |
| 2019  | 2     | 0    | 0       | 0     |
| Total | 2     | 0    | 0       | 0     |

Seleção Colombiana (total)
| Ano   |       |      |         |       |
| Ano   | Jogos | Gols | Assist. | Média |
| ----- | ----- | ---- | ------- | ----- |
| 2014  | 4     | 1    | 0       | 0     |
| 2015  | 8     | 2    | 4       | 0     |
| 2019  | 2     | 0    | 0       | 0     |
| Total | 14    | 3    | 4       | 0     |

## Títulos
Deportivo Cali
- Superliga da Colombia: 2014
- Categoría Primera A: Apertura 2015

River Plate
- Copa Argentina: 2016–17 e 2018–19
- Supercopa Argentina: 2017 e 2019
- Copa Libertadores da América: 2018
- Recopa Sul-Americana: 2019

Eintracht Frankfurt
- Liga Europa da UEFA: 2021–22

Internacional
- Campeonato Gaúcho: 2025

### Artilharias
- Liga Vallecaucana de 2013 (25 gols)
- Liga Vallecaucana de 2014 (16 gols)
- Mundial de Clubes FIFA: 2018 (3 gols)

### Prêmios individuais
- Seleção ideal da América do Sul pelo jornal El País: 2020[15]
- Equipe do Ano da Liga Europa da UEFA: 2021–22[16]